# دينيس أنتيوخ
دينيس أنتيوخ (بالأوكرانية: Антюх Денис Миколайович)‏ هو لاعب كرة قدم أوكراني في مركز الهجوم، ولد في 30 يوليو 1997 في أوختيركا في أوكرانيا. لعب مع FC Naftovyk Okhtyrka ‏.

## وصلات خارجية
- دينيس أنتيوخ على موقع الاتحاد الأوربي (الإنجليزية)
- دينيس أنتيوخ على موقع اتحاد أوكرانيا (الإنجليزية)
- دينيس أنتيوخ على موقع إي إس بي إن إف سي (الإنجليزية)
- دينيس أنتيوخ على موقع قاعدة بيانات كرة القدم.إي يو (الإنجليزية)
- دينيس أنتيوخ على موقع Soccerbase.com (لاعب) (الإنجليزية)
- دينيس أنتيوخ على موقع Soccerway.com (الإنجليزية)
- دينيس أنتيوخ على موقع عالم كرة القدم.نت (الإنجليزية)